# ただいま11人
ただいま11人（ただいま11にん）はテレビドラマである。
1964年（昭和39年）6月4日から1967年（昭和42年）3月23日まで毎週木曜20:00 - 20:56（日本時間）にTBS系列で放送された。ホームドラマが人気を得る中で、山村聡、荒木道子夫婦に、息子2人・娘7人という大家族構成で、父親の定年問題、娘の結婚や就職・進学問題などをテーマにした、当時の代表的なホームドラマである。
番組提供スポンサーは、資生堂、森永乳業。

## 出演
- 早乙女浩：山村聡
- 辰子：荒木道子
- 孝子：池内淳子
- 敬子：渡辺美佐子
- 和子：中原ひとみ
- 智子：丘さとみ→大空眞弓
- 保：山本圭
- 珠子：松尾嘉代
- 照子：田村寿子
- 道子：沢田雅美
- 守：石崎吉嗣
- 妻木二三子：山岡久乃
- 松井千賀：乙羽信子

## スタッフ
- プロデューサー：石井ふく子
- 脚本：橋田壽賀子、林秀彦、田井洋子、椎名利夫
- 演出：橋本信也
- 音楽：冬木透

## 放送局
以下、特記の無いものは全て放送時間は木曜 20:00 - 20:56、制作局・TBSと同時ネット。
- TBS（制作局）
- 北海道放送[1]
- 青森放送[2]
- 岩手放送[2]
- 秋田放送[2]
- 山形放送[3]
- 東北放送[4]
- 福島テレビ[4]
- 新潟放送[5]
- 北日本放送[5]
- 北陸放送[5]
- 福井放送[5]
- 信越放送[6]
- 山梨放送：水曜 22:15 - 23:11（四国放送からのマイクロネットで放送）[7]
- 静岡放送[8]

- 中部日本放送[9]
- 朝日放送[10]
- 日本海テレビ[11]
- 山陰放送[11]
- 山陽放送[12]
- 中国放送[12]
- 四国放送：水曜 22:15 - 23:11[10]
- 南海放送[13]
- 高知放送[13]
- RKB毎日放送[14]
- 長崎放送[14]
- 熊本放送[14]
- 大分放送[13]
- 宮崎放送[15]
- 南日本放送[15]
- 琉球放送[16]